# Шопи
Шопи или Шопови је регионални назив који се употребљава за становнике настањене на централном Балкану, а који се по њима назива Шоплук или Шопско.

## Шоплук
Према Јовану Цвијићу, Шоплук обухвата целу западну Бугарску (укључујући видинску, софијску и пиринску регију), источну Северну Македонију, део југоисточне Србије и веома мали део данашње Грчке. Шопски предео (Шопје) је почињао (према извору са почетка 20. века) од граница некадашње Кнежевине Србије. Шопска средишта била су у 19. веку Радомир, Ђустендил, Свети Никола, Кратово али и Врање, Ниш и Пирот.

## Становништво
Овај планински предео данас насељавају етнички Бугари, Срби и Македонци. Становништво Шоплука је Цвијић поделио на три целине, прву са етничким Србима, другу са мешовитом популацијом и трећу која је ближа Бугарима.
У књизи Путовање од Москве до Константинопоља из 1817/18. године, аутор Вилијам Макмајкл говори о земљи Мезији (територија која обухвата цео Шоплук), пореклу њеног становништва и језику којим оно говори: 
Староседелачко хришћанско становништво у овој земљи, раније познатој као Мезија, сада подељеној на две области, Србију и Бугарску, колективно се зову Срби и говору словенским језиком. Оригинални Бугари су били татарски народ, који је дошао у 5. веку са обала Волге, и који је успешно усвојио словенски дијалект од њихових нових земљака Срба, задржавши само неколико речи њиховог бившег језика.— Путовање од Москве до Константинопоља, Вилијам Макмајкл
Шоплук се везује и за словенско становништво Старе Србије — Македоније, у местима: Овче Поље, Штип, Радовиш и Струмица. Карактерне црте тих становника су идентичне: повученост, вредноћа и штедљивост.

## Говор
Сви Шопи у Србији говоре тимочко-лужничким дијалектом српског језика.
Остали Шопи говоре западним бугарским говорима који се простиру до Јатове границе. Ова граница се пружа паралелно току реке Искар источно од ње, а затим од Пазарџика готово праволинијски ка Солуну.
„Шопски дијалекат” је крајем 19. века био спона између српског и бугарског језика.

## Шопи и Срби
Шопи су одувек сматрани за племе унутар српског народа, уз Брсјаке и Мијаке. Сматрало се да су Срби у Бугарској широко распрострањени, а нарочито их је много било до и око града Софије (Сердике). Једни су били католици (Дубровчани), а други многобројни православци (Шопови). Мезијски древни становници Шопи, су једини сачували своја српска обележја, за разлику од Гета, Горштака и Беса - који су побугарени. Шопови из Ђустендила и Самокова "нису ништа друго до Срби", и "Српско је до река Искар и Месте", говорило се 1913. године. За разлику од Бугара, Шопе као и Србе карактеришу породичне задруге, као једно од битних етнолошких карактеристика. Шоповима су у 19. веку означавани становници Софије. Шоп је по неким изворима и увредљив назив за Србе, који су давали Бугари (али и Срби са севера), Србима на југу. Бугарски књижевник Петко Славејков је испитујући распрострањење Бугара, око Витоше и Ђустендила и свуда на територији са бугарске стране границе, наилазио само на Шопове. Они су имало своје особено народно осећање, које их је одвајало од Бугара и приближавало Србима, оним преко границе. То нису били "добри Бугари", и зато су били су предмет сталне пажње бугарских власти.
Српски научник Јован Цвијић описујући психичке варијетете код српског другог, динарског типа, за пети узима "Шопски" (торлачки). Представници тог варијетета имају особине раје, а често духовне живости и склоности за шалу. По Цвијићу, Шоплук је један од примера етничке слојевитости нашег народа, у којем живе Срби динарци, људи карактеристичних душевних својстава. Становници Шоплука били су за разлику од осталих Срба, суморнији, са мање веселости и хумора, врло слабе фантазије. Код њих је и знатно мање таштине и пргавости; мање су преки и жустри од сународника из суседних области.
Када је било речи о Шопима, у зајечарском и неготинском округу, српски и бугарски истраживачи сви показали својим ставовима сву сложеност проблема. Србин, академик Александар Белић је сматрао у свом раду "Дијалекти Источне и Јужне Србије", да су ти Шопи (у српским крајевима) судећи по говору више Бугари него Срби. Међутим поменути Бугарин, Славејков мислио је обрнуто: то су више Срби, а мање Бугари. Белићева књига је изазвала револт у српској јавности, и као одбрану од тих "несрпских" ставова, свештеник Милош Анђелковић је написао брошуру са опширним насловом у којем се јавља и "кривопис" Белићев. Због те књижице вођен је и судски процес у Београду, а на њему је било речи и о Шоповима - које је лингвиста Белић одвојио од Срба. Чини се да Вукова реформа српског језика удаљила и одбацила многе етничке групе, које су историјски припадале и гравитирале ка Србима (у централној Србији), попут Шопа. Треба међутим рећи да се и савремени књижевни бугарски језик формирао углавном на основу удаљенијих, источних дијалеката око Црног мора, а од првобитних покушаја подстицања литерарног стваралаштва на шопским говорима у циљу интеграције истих у бугарски језик, убрзо су се дистанцирали и сами Бугари, увидевши да се код Шопа изван граница Бугарске једноставно не развија бугарска свест. 
Републички завод за статистику Србије је на попису 2011. године приказао Шопе као посебну статистичку категорију у рубрици "национална припадност", а тако се изјаснило 142 становника.

## Занимљивости
Аризановић је било често шопско презиме у Србији.
Чувена шопска салата потиче из босилеградског краја.

## Знаменити Шопи
- Јордан Захаријев, бугарски учитељ, географ, етнограф, фолклориста и историчар. Родом из Босилеграда
- Епископ Венијамин Таушановић, епископ Српске православне цркве. Родом из Пирота.
- Владимир Лазаревић, српски и југословенски генерал, командант Приштинског корпуса током Рата на Косову и Метохији и Рата на Косову и Метохији и НАТО бомбардовања СРЈ током 1998. и 1999. године. Родом из Бабушнице.
- Др Драгољуб Јовановић, српски научник, универзитетски професор и политичар. Дисидент за време Краљевине Југославије и оснивач Народне сељачке странке. Родом из села Гњилан код Пирота.
- Стеван Станковић, доктор географских наука и емеритус Универзитета у Београду.